# The Tag
|  | Denne artikel er oprettet af botten PalnaBot ud fra en ekstern database. Den kan derfor have sproglige fejl eller mangler. Denne skabelon kan fjernes efter kontrol af indholdet. |

The Tag er en film med ukendt instruktør.

## Handling
Superflex Music er et datterselskab af Superflex, en kunstnergruppe bestående af Jacob Fenger, Rasmus Nielsen og Bjørnstjerne Reuter Christiansen. De har valgt at udøve deres kunstneriske virke i samfundet ved at adaptere den organisationsstruktur, der benyttes effektivt i erhvervslivet, og i praksis opererer de som et firma, der iværksætter produktioner og projekter, som researches og markedsføres professionelt. Deres mest kendte projekt er udviklingen af biogas-anlæg til produktion af madlavning og opvarmning i afrikanske landsbyer. Musikvideoen »The Tag« er en underfundig kommentar til undergrundens markedsføringsstrategier.